# 셀윈구

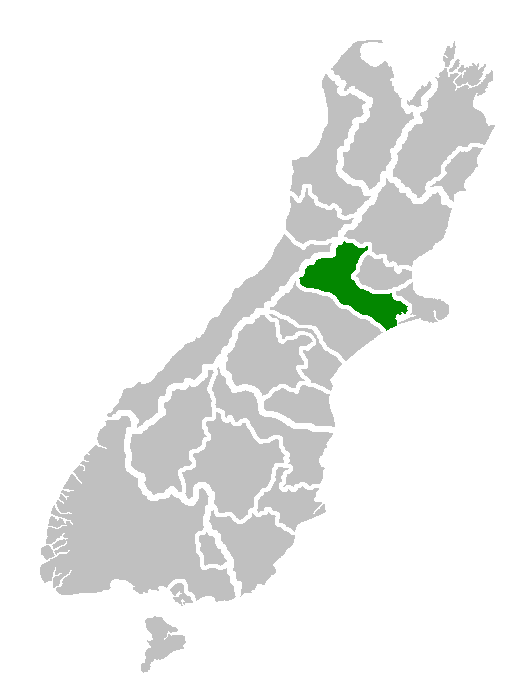
셀윈 구의 위치

셀윈구(Selwyn District)는 뉴질랜드 남섬 캔터베리 지방 중앙의 동해안을 따라 위치한 도시 지역이다. 그 이름은 셀윈강에서 왔으며, 셀윈강은 뉴질랜드 최초의 성공회 주교인 조지 셀윈 주교의 이름을 따서 지어진 것이다. 그는 1843년과 1844년 말과 도보, 보트, 그리고 카누로 뉴질랜드를 종단 여행하였고, 그의 이름을 이 지명에 남겼다.

## 역사
이 지역의 최초 거주자는 700년 전 쿡 제도와 소사이어티 제도에서 뉴질랜드로 와서 최초로 정착한 마오리족이었다. 오늘날 셀윈에 있는 주요 마오리족과 남섬 대부분의 종족은 엘리스메어 호수(테 와이호라) 근처에 타우무투(본부)를 둔 나이 타후(Ngai Tahu)이다.
19세기에 유럽, 특히 영국의 정착민들이 도착했으며, 농장으로 이 지역을 개척했다. 이것은 지금까지도 이 지역의 특성이 되었다. 행정 단위로서의 셀윈구는 파파루아 카운티의 일부와 함께 맬번과 엘리스메어 카운티의 합병으로 1989년에 이루어졌다.

## 지리
셀윈 구는 평원과 고원 지대, 두 개의 분명한 지역 내에 있다. 인구의 대부분이 살고 있으며, 활동의 중심이 되는 평원은 낮고, 평평하며, 비교적 건조한 초지를 형성하고 있다. 남동쪽의 끝은 엘리스메어 호수(테 와이호라)에 의해 영향을 받고 있으며, 습지로 둘러쌓인 물이 많은 지형으로 셀윈 강이 흘러나가서 형성된 것이다. 셀윈 강의 지류로는 와이아니와니와 강, 호로라타 강, 그리고 호킨스 강이 있다. 고원 지대는 인구가 희박한 지역이며, 주로 언덕과 산맥 그리고 좁은 강 계곡으로 구성되어 있다. 대부분의 고원지대는 소택지를 포함한 초지이며, 크레이기번 삼림 공원과 아서스 패스 국립공원 내부의 관목 숲이 있다.

## 행정
이 구는 3년에 한번 선거로 선출되는 시장과 10인의 위원으로 구성된 의회에 의해 행정이 이뤄진다. 마지막 선거는 2016년 10월에 치러졌다. 셀윈 구는 캔터베리 지방 내에 있어서 캔터베리 지방 의회가 지역 계획, 급수, 공기, 면책과 강 자원 등에 대한 책임을 지고 있다. 셀윈 구는 뉴질랜드 정부에 의해 대표자를 가질 권한을 가지고 있으며, 지방정부법 2002와 자연관리법에 의한 법적인 의무를 실행할 수 있다.
국가 정치에 대해서 셀윈은 셀윈 선거구를 대표한다. 국민당(National Party)의 아미 아담스가 현직 의원이다.
- 다필드
- 링컨
- 리스튼
- 롤스톤
- 스프링필드
- 쉐필드

## 인구
| 연도  | 인구   | ±% p.a. |
| ----- | ------ | ------- |
| 2006  | 33,645 | —       |
| 2013  | 44,595 | +4.11%  |
| 2018  | 60,561 | +6.31%  |
| 출처: |        |         |